# NGC 6818
NGC 6818 je  planetarna maglica u zviježđu Strijelca.

## Vanjske poveznice
- (engl.) SEDS: NGC 6818
- (engl.) Hartmut Frommert: Revidirani Novi opći katalog
- (engl.) Izvangalaktička baza podataka NASA-e i IPAC-a
- (engl.) Astronomska baza podataka SIMBAD
- (engl.) VizieR
- (engl.) Auke Slotegraaf: NGC 6818 Deep Sky Observer's Companion
- (engl.) Courtney Seligman: Objekti Novog općeg kataloga: NGC 6800 - 6849
- (engl.) The Hubble European Space Agency Information Centre Hubble picture and information on NGC 6818  Arhivirana inačica izvorne stranice od 27. rujna 2007. (Wayback Machine)